# モーニング娘。道重さゆみの今夜もうさちゃんピース
『モーニング娘。道重さゆみの今夜も❤︎うさちゃんピース』（モーニングむすめ。みちしげさゆみのこんやも❤︎うさちゃんピース）は、モーニング娘。の道重さゆみがパーソナリティを務めていた、CBCラジオ制作のラジオ番組。略称は「こんうさピー」。
放送期間は、2006年10月6日（5日深夜）から2014年11月25日（24日深夜）まで。2014年1月7日の放送分より番組タイトルが『モーニング娘。'14 道重さゆみの今夜も❤︎うさちゃんピース』（モーニングむすめ。ワンフォーみちしげさゆみのこんやも❤︎うさちゃんピース）に改題された。

## 番組概要
- モーニング娘。のメンバー（当時）・道重さゆみが単独で担当していたラジオレギュラー番組。
- 番組タイトルに入っているうさちゃんピースとは、ピースサインをした両手を頭の上に置き、うさぎの耳のように見せるポーズである。道重さゆみのトレードマークとなっていた。
- ラジオネームの呼称は「うさちゃんネーム」。
- ハロー!プロジェクトのメンバーが同局で出演するラジオ番組の中では最も長く続いた番組である。
- 道重が2014年11月26日にモーニング娘。を卒業するのに伴い、同年11月25日の放送分をもって番組終了。同日の放送は0:00 - 1:00の1時間に拡大された。
- 最終回の中で、道重の後任として、同グループの鈴木香音が番組を担当することが発表され、翌週から『モーニング娘。'14 鈴木香音のいつでも!カンノンスマイル』という番組が開始された。

## ネット局および放送時間
| 放送対象地域 | 放送局    | 放送時間           | ネットワーク           | 備考             |
| ------------ | --------- | ------------------ | ---------------------- | ---------------- |
| 中京広域圏   | CBCラジオ | 火曜 0:30 - 1:00   | JRN単営局              | 制作局           |
| 山口県       | 山口放送  | 月曜 21:00 - 21:30 | JRN・NRNクロスネット局 | 2010年4月5日開始 |

過去には長崎放送でも放送していた。
- 過去の放送時間

2006年10月 - 2008年3月：木曜 23:30 - 24:00
2008年4月 - 2009年3月：火曜 0:00 - 1:00
2009年4月 - 2010年3月：水曜 23:30 - 24:00（ハイパーナイト内）
2010年4月 - 2012年3月：土曜 23:00 - 23:30（サタデーティーンズナイト内）
2012年4月 - 2014年3月：月曜 0:00 - 0:30（0時のつぶやき内）

## 放送終了時まで続いた主なコーナー
- さゆの小部屋

コーナー以外のふつおた（普通のお便り）のコーナー。毎月第1週は拡大版の『さゆの大部屋』としてリスナーからのお便りを紹介している。
- どっちをチョイスだピョン

道重が、二択のどちらかを選択するコーナー。
- 天使さゆみと小悪魔さゆみ

日常の何気ない風景や行動に対して、天使さゆみと小悪魔さゆみが一言言い放つコーナー。
- ダジャレンボー将軍

リスナーが考えたダジャレを道重が独断と偏見でアリか、ナシかを判定するコーナー。
名前のとおり暴れん坊将軍のBGMが流れる。
- 今週のお姉ちゃん

何をやらかすか意味不明・想定不可能な道重のお姉ちゃんの行動を想像してもらうコーナー。レベルの高さは「おねえちゃん」の合成音声が何回連呼されるかで判定される。「今週のモーニング娘。」というメンバーの行動を想像するスピンオフ企画も開催された。
- 今すぐ使える自己紹介

ライブや番組で道重が言う新しいキャッチフレーズとなるような自己紹介を募集するコーナー。
- もしも、さゆみん

リスナーから出された「もしも、○○だったら」というお題に対して、道重が瞬時に妄想を膨らませてどうするかを答えるコーナー。
- 行列のできるさゆみん裁判所

リスナーが毎日の暮らしの中で犯してしまったちょっぴりいけない罪を告白してもらい、さゆみん裁判官がバシっと判決を下すコーナー。
- 顔はぶたないで！ アタシ女優なんだから…

道重に言って欲しいセリフと3つのシチュエーションを募集して、演技に挑戦するコーナー。
スタッフが『大女優』、『女優』、『大根役者』の3段階で判定。
- うさピー替え歌選手権

お題となる替え歌の一部分の歌詞を替え歌にして送ってもらい、道重さゆみがその場で歌って発表するコーナー。

## 過去のコーナー
- さかさま☆パニック

毎回与えられたお題となるワードを20秒以内にさかさまに言うコーナー。
- クイズ シゲサゴン

「クイズ!ヘキサゴンII」のパロディーコーナーであり、なぞなぞから一般常識クイズまで、あらゆるジャンルのクイズに道重が挑戦するコーナー。三問出題されそのうち二問正解しないと罰ゲームで痛いごめんなさい台詞と称して芸人のギャグのパロや鼻歌で替え歌を歌わされるという罰が与えられる。なお替え歌を歌う場合大抵の場合道重の音程が原曲に比べ大きく外れる。
- C-1バトル

道重よりもかわいいものを見つけるコーナー。Cは「かわいい」を意味するキュートの頭文字。
- さゆみんの頑張っちゃうゾ♥

放送時間1時間拡大により始まった、道重がスタジオで何かしらの『チャレンジ』をするという企画コーナー。
- さゆみん うさピーDiary

道重が日々つけている日記の中から、リスナーに報告したい日記を選んで、「朗読しちゃうゾ」というラジオブログ的コーナー。